# 第二次緬泰戦争
第二次緬泰戦争(白象をめぐる戦争とも呼ばれる)は、1563年から1564年にかけて発生したビルマのトゥングー王朝とタイのアユタヤ王国の間の戦争である。 これは、トゥングー王朝の王バインナウンが東南アジア史上最大の王国を建設する野望の一環として、アユタヤ王国を支配下に置こうとしたことにより起こった。これによりアユタヤは包囲され、最終的にはトゥングー王朝の属国となった。その支配はアユタヤによる1568年の反乱まで続く。